# Megachile bituberculata
Megachile bituberculata is een vliesvleugelig insect uit de familie Megachilidae. De wetenschappelijke naam van de soort is voor het eerst geldig gepubliceerd in 1880 door Ritsema.